# 酸化銅リチウム電池

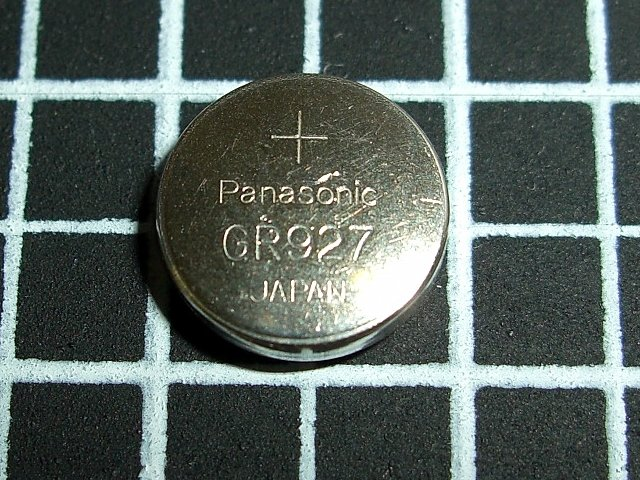
酸化銅リチウム電池 GR927

酸化銅リチウム電池（さんかどうリチウムでんち）は、一次電池のうち、正極に酸化銅(II)、負極に金属リチウムを使用するリチウム系電池の一種。	
現在入手困難になっており、ボタン形のGRであれば酸化銀電池のSRが代わりに代用される。

## 概要
IEC定義の単電池系を表す記号「G」で、以下の電気化学的系統を表す。
正極（陽極）：酸化銅(II)（CuO）

電解質：有機（非水系有機電解液）

負極（陰極）：リチウム

公称電圧：1.5V（1.55）

終止電圧：(stub)V

単電池系を表す記号Gの後に、円形の場合「R」が使用される。
コイン形の電池は、Rに続き3～4桁の数字でサイズを表す。最初の1～2桁は直径（mm単位）、最後の2桁は高さ（0.1mm単位）を表す。
（例）
- GR927：直径9.0mm 高さ2.7mm

## メーカー
松下電池工業（現 パナソニック株式会社 エナジー社）（生産終了）